# Frederick (Buch)
Frederick ist ein Bilderbuch von Leo Lionni aus dem Jahr 1967, das auf Deutsch in der Übersetzung durch Günter Bruno Fuchs ebenfalls 1967 im Kölner Middelhauve Verlag veröffentlicht wurde.

## Inhalt
Die Feldmaus Frederick lebt mit ihrer Familie in einer alten Steinmauer auf einem verlassenen Bauernhof. Alle sammeln Vorräte für den nahenden Winter, nur Frederick sitzt scheinbar untätig herum. Auf die Fragen seiner Familie, warum er nicht mithelfe, antwortet er, dass er für kalte, graue und lange Wintertage Sonnenstrahlen, Farben und Wörter sammele. Als der Winter kommt, leben die Feldmäuse von den gesammelten Vorräten. Der Winter ist jedoch lang, und die Vorräte gehen allmählich zur Neige. Jetzt wird Frederick nach seinen Vorräten gefragt – und er teilt mit seiner Familie die gesammelten Sonnenstrahlen, um sie zu wärmen, die Farben, um den Winter weniger grau und trist sein zu lassen, und die Worte in Form eines Gedichtes.

## Rezeption
Frederick wird durch die National Education Association zu den Teacher's Top 100 Books for Children gerechnet. Die American Library Association zeichnete das Buch 1968 mit dem Caldecott Honor Preis aus.
Inhaltlich wird Frederick mit der Äsop-Fabel Die Ameise und die Heuschrecke verglichen.
Die Geschichte inspirierte Rolle Kalkbrenner zu dem Liedtext Farben für den Winter, der 1990 von Jonathan & Laurent vertont wurde und inzwischen zu einem sehr bekannten Kinderlied geworden ist. 2021 veröffentlichte der Rapper Simon Slomma einen an das Buch angelehnten Song mit dem Titel Frederick.